# Туин
Туин или Туйн или книжовно Тухин (на македонска литературна норма: Туин; на албански: Tuini) е село в Северна Македония, община Кичево.

## География
Селото е разположено в областта Горно Кичево в западните поли на Добра вода.

## История
Според „Кичево в миналото си и сега“ Туин е заселено от арнаути дошли от Полога в XVIII век.
В XIX век Туин е село в Кичевска каза на Османската империя. В „Етнография на вилаетите Адрианопол, Монастир и Салоника“, издадена в Константинопол в 1878 година и отразяваща статистиката на населението от 1873 година, Тухин (Touhine) е посочено като село с 62 домакинства със 120 жители мюсюлмани и 60 българи.
Според статистиката на Васил Кънчов („Македония. Етнография и статистика“) към 1900 година в Туйн живеят 120 българи християни и 675 арнаути мохамедани.
На Етнографската карта на Битолския вилает на Картографския институт в София от 1901 година Тухин е смесено село българи, помаци и албанци в Кичевската каза на Битолския санджак със 120 къщи.
Цялото християнско население на селото е под върховенството на Българската екзархия. По данни на секретаря на екзархията Димитър Мишев („La Macédoine et sa Population Chrétienne“) в 1905 година в Тухин има 160 българи екзархисти.
Статистика, изготвена от кичевския училищен инспектор Кръстю Димчев през лятото на 1909 година, дава следните данни за християнската част от населението на Тухин:
| Домакинства | Гурбетчии | Грамотни | Грамотни | Грамотни | Неграмотни | Неграмотни | Неграмотни |
| Домакинства | Гурбетчии | мъже     | жени     | общо     | мъже       | жени       | общо       |
| ----------- | --------- | -------- | -------- | -------- | ---------- | ---------- | ---------- |
| 23          | 28        | 24       | 0        | 24       | 49         | 62         | 111        |

При избухването на Балканската война в 1912 година 2 души от селото са доброволци в Македоно-одринското опълчение.
След Междусъюзническата война в 1913 година селото попада в Сърбия.
Църквата „Свети Никола“ е от 1922 година. Вътрешността на църквата, включително вероятно и иконостаса, е дело на Костадин и Стоян Здравкоски.
На етническата си карта на Северозападна Македония в 1929 година Афанасий Селишчев отбелязва Туин като смесено българо-албанско село.
По време на Втората световна война, през есента на 1944 година в селото и край него се води битка между комунистически партизани от Втора македонска ударна бригада и балистки части, подпомагани от местни жители. След двудневни сражения партизаните овладяват Туин.
Според преброяването от 2002 година селото има 1476 жители.
| Националност | Всичко |
| македонци    | 8      |
| албанци      | 1465   |
| турци        | 0      |
| роми         | 0      |
| власи        | 0      |
| сърби        | 0      |
| бошняци      | 0      |
| други        | 3      |

От 1996 до 2013 година селото е част от Община Осломей.

## Личнисто
Родени в Туин
- Алексо Велянов, български революционер от ВМОРО[12]